# Фаш, Доминик
Доминик Фаш (фр. Dominique Fache), (22 марта 1949, Гранд-Вант, Франция - 28 июля 2021) — бывший региональный директор Enel в России.

## Биография
В 1972 году закончил Сорбонну по специальности «инженер».
В 1972—1987 годах работал в научном парке «София Антиполис». В 1988—1992 годах — главный управляющий компании TSD & Stratech International Science Park Consulting.
В 1993—2003 — региональный директор Schlumberger в России и СНГ. В 2001 году основал Сlub de Nice — организации, проводящей европейский энергетический форум. В 2003—2005 годах — советник Российской технической нефтегазовой конференции и выставки Общества инженеров-нефтяников.
С 2006 года — член совета директоров СУЭК.
C 2007 года — председатель совета директоров «Европейский энергетический дом».
C 2008 года — председатель совета директоров ОАО «Энел Россия»
С 2015 года — член совета директоров АО «KEGOC»